# Lee Dong-gun
Lee Dong-gun (en hangul, 이동건; nacido el 26 de julio de 1980) es un actor y cantante surcoreano.

## Carrera
Lee Dong-gun hizo su debut en la industria del entretenimiento en 1998 como cantante, pero luego ganaría fama como actor, protagonizando series televisivas como Sweet 18, Lovers in Paris y Stained Glass.
Lee se tomó un descanso de la actuación en 2005, alegando que se sentía abrumado por su carga de trabajo tanto en televisión como en cine. Reanudó su trabajo en 2006, con Smile Again.
Durante una reunión de fanes en Japón realizada el 5 de diciembre de 2005, Lee anunció el lanzamiento de su primer álbum de fotos que también incluía un DVD, un póster y una tarjeta postal. El éxito de Lovers in Paris junto con la promoción de su nueva película My Boyfriend Is Type B ayudó a aumentar su popularidad en Japón.
Lee participó en la Expo Hallyu en Asia en la isla de Jeju, que comenzó el 28 de noviembre de 2006 y duró un total de cien días. Esta gran exposición tenía como objetivo promover la cultura coreana en Asia, y se esperaba que atrajera a 150.000 turistas para estimular la economía local. También asistió al FACE in Japan Premium Event, continuación de la Hallyu Expo que se llevó a cabo en Japón. En sus dos días de duración, del 14 al 15 de agosto de 2007, contó con la participación de celebridades coreanas con una gran base de fanes y fue pensado como un programa de intercambio cultural entre Corea y Japón.
Lee lanzó un álbum de catorce pistas titulado My Biography en 2008, su primer álbum de larga duración en una década. Incluía seis canciones coreanas, seis canciones japonesas y dos instrumentales. Fue lanzado en Japón antes que en Corea. El mismo año protagonizó la serie de televisión Night After Night junto a Kim Sun-ah, y protagonizó la película romántica Love Now.
En diciembre de 2011, tres meses antes de completar su servicio militar obligatorio, Lee firmó con la agencia de representación Mask Entertainment. Después de la terminación de su contrato con Mask Entertainment, Lee firmó con FNC Entertainment en noviembre de 2012.
En 2013 Lee fue elegido para el papel principal en el romance de viajes en el tiempo Marry Him If You Dare. A este trabajo le siguió en 2015 el papel principal en la serie de cable Super Daddy Yeol, basada en el webtoon homónimo. En 2016 protagonizó el drama familiar The Gentlemen of Wolgyesu Tailor Shop. También protagonizó su primera serie china, Hello Mr. Right, junto a la actriz Guan Xiaotong.
En la serie de tema histórico Queen for Seven Days, Lee impresionó a los espectadores con su amplia gama de emociones y actuación en su papel como el tiránico gobernante de Joseon, Yeonsangun. Luego protagonizó la serie de acción Sketch, interpretando a un miembro de un comando de operaciones especiales que busca venganza por la muerte de su esposa, y la serie de la vida cotidiana Where Stars Land.
En 2019 Lee participó en la serie romántica de fantasía Angel's Last Mission: Love.

## Vida personal
El 20 de marzo de 2008 el hermano de Lee, Lee Joon-yub, de 19 años y estudiante de la Universidad de Sídney, fue apuñalado fatalmente durante una pelea con dos pandilleros adolescentes chinos en un establecimiento Hungry Jack's en World Square, Sídney. El amigo de la víctima, Song Jung-ho, de 22 años, resultó gravemente herido pero sobrevivió. Lee voló a Sídney para identificar el cuerpo de su hermano y asistir a una misa de réquiem en la Capilla del St. John's College; después de la cremación, su familia llevó las cenizas de Lee Joon-yub a Seúl.

### Servicio militar
Lee se alistó para su servicio militar obligatorio el 15 de junio de 2010 en las Reserva 102 en Chuncheon, provincia de Gangwon, durante cuatro semanas de entrenamiento básico seguido de 21 meses de servicio activo. Fue destinado a la Agencia de Medios de Defensa del Ministerio de Defensa Nacional y recibió la designación de Embajador Honorario de las Fuerzas Armadas. Terminó el servicio el 28 de marzo de 2012 y el mismo día fue nombrado embajador promocional del Gran Premio de Corea del Sur de 2012 de Fórmula 1 celebrado en el Circuito Internacional de Corea en octubre.

### Noviazgo, matrimonio y divorcio
El 28 de febrero de 2017 se confirmó que Lee Dong-gun estaba saliendo con Jo Yoon-hee, su coprotagonista en The Gentlemen of Wolgyesu Tailor Shop. El 2 de mayo Lee anunció que habían registrado su matrimonio y esperaban su primer hijo. La pareja celebró una ceremonia de boda privada el 29 de septiembre y dio la bienvenida a una niña el 14 de diciembre de 2017. El 29 de mayo de 2020 se divorciaron por diferencias irreconciliables.

## Discografía

### Álbumes
| Título                                                                     | Detalles del álbum                                                                             | Posición | Posición | Ventas         |
| Título                                                                     | Detalles del álbum                                                                             | COR      | JPN      | Ventas         |
| coreano                                                                    | coreano                                                                                        | coreano  | coreano  | coreano        |
| -------------------------------------------------------------------------- | ---------------------------------------------------------------------------------------------- | -------- | -------- | -------------- |
| Time to Fly                                                                | - Lanzamiento: 8 de noviembre de 1998 - Discográfica: NULE Entertainment - Formato: CD, casete | —        | —        | —              |
| Much More                                                                  | - Lanzamiento: 1 de junio de 2000 - Discográfica: NULE Entertainment - Formato: CD, casete     | 42       | —        | - COR: 10,853+ |
| japonés                                                                    |                                                                                                |          |          |                |
| Beautiful Beginning (美しいはじまり)                                       | - Lanzamiento: 29 de abril de 2005 - Discográfica: VAP - Formato: CD                           | —        | —        | —              |
| My Biography (マイ・バイオグラフィ)                                        | - Lanzamiento: 25 de junio de 2008 - Discográfica: Sony Music Japón - Formato: CD              | —        | 108      | —              |
| The Key to Myself (ザ・キー・トゥ・マイセルフ)                             | - Lanzamiento: 4 de marzo de 2009 - Discográfica: Sony Music Japón - Formato: CD               | —        | 262      | —              |
| "—" indica que el álbum no llegó a las listas o no se lanzó en esa región. |                                                                                                |          |          |                |

### Sencillos
- «Salad Song» - Yoon Eun-hye feat. Lee Dong-gun

## Filmografía

### Series de televisión
| Año  | Título                                  | Papel                        | Canal     | Notas                           | Ref.   |
| ---- | --------------------------------------- | ---------------------------- | --------- | ------------------------------- | ------ |
| 1999 | Ad Madness                              |                              | KBS2      |                                 |        |
| 2002 | Friends                                 | Park Kyung-joo               | MBC       |                                 |        |
| 2002 | Ruler of Your Own World                 | Han Dong-jin                 | MBC       |                                 |        |
| 2003 | Sang Doo! Let's Go to School            | Kang Min-suk                 | KBS2      |                                 |        |
| 2003 | A Problem at My Younger Brother's House | Park Sang-gu                 | SBS       |                                 |        |
| 2004 | Sweet 18                                | Kwon Hyuk-joon               | KBS2      |                                 |        |
| 2004 | Lovers in Paris                         | Yoon Soo Hyuk                | SBS       |                                 |        |
| 2004 | Stained Glass                           | Han Dong Joo/Yuichi Yamamoto | SBS       |                                 |        |
| 2006 | Smile Again                             | Ban Ha-jin                   | SBS       |                                 |        |
| 2006 | If in Love... Like Them                 | Jeong-tae                    | Mnet      |                                 |        |
| 2008 | Night After Night                       | Kim Bum-sang                 | CMB       |                                 | [ 11 ] |
| 2008 | Star's Lover                            | Hyun-joon                    | SBS       | Cameo                           |        |
| 2013 | Marry Him If You Dare                   | Kim Shin                     | KBS2      |                                 | [ 19 ] |
| 2015 | Super Daddy Yeol                        | Han Yeol                     | tvN       |                                 | [ 20 ] |
| 2016 | Hello Mr. Right                         | Zhou Yuteng                  | iQiyi     | Serie web china                 | [ 23 ] |
| 2016 | The Gentlemen of Wolgyesu Tailor Shop   | Lee Dong-jin                 | KBS2      |                                 | [ 22 ] |
| 2017 | Queen for Seven Days                    | Lee Yoong de Joseon          | KBS2      |                                 | [ 24 ] |
| 2018 | Sketch                                  | Kim Do-jin                   | jTBC      |                                 | [ 25 ] |
| 2018 | Where Stars Land                        | Seo In-woo                   | SBS       |                                 | [ 27 ] |
| 2019 | Angel's Last Mission: Love              | Ji Kang-woo                  | KBS2      |                                 | [ 43 ] |
| 2019 | Leverage                                | Lee Tae-joon                 | TV Chosun |                                 | [ 44 ] |
| 2022 | Besos y presagios                       | Hong Sung-joon               | Disney+   | Serie web, cameo (Ep. 1, 10-12) |        |
| 2023 | Celebridad                              | Jin Tae-jeon                 | Netflix   | Serie web                       | [ 45 ] |

### Cine
| Año  | Título                 | Papel         | Ref.   |
| ---- | ---------------------- | ------------- | ------ |
| 2002 | Family                 | Ha Yong-cheol |        |
| 2005 | My Boyfriend Is Type B | Young-bin     |        |
| 2007 | Love Now               | Park Yong-jun | [ 12 ] |

### Vídeos musicales
- Eun Hyul - "Tardy Love"
- Posición - "A Day"
- Big Bang - "Last Farewell"
- Lee Hyori - "Don't Love Her"
- Yoon Eun-hye feat. Lee Dong-gun - "Salad Song"
- 4Tomorrow - "Tomorrow"

## Teatro musical
- 1998: Wandering Stars (방황 하는 별들)

## Premios y nominaciones
| Año  | Premio                              | Categoría                                                | Papel                                 | Resultado | Ref.   |
| ---- | ----------------------------------- | -------------------------------------------------------- | ------------------------------------- | --------- | ------ |
| 2004 | 2.º Andre Kim Best Star Awards      | Mejor estrella                                           | —                                     | Ganador   | [ 46 ] |
| 2004 | KBS Drama Awards                    | Premio a la excelencia, actor                            | Sweet 18                              | Nominado  |        |
| 2004 | SBS Drama Awards                    | Premio a la gran excelencia, actor                       | Lovers in Paris, Stained Glass        | Nominado  |        |
| 2004 | SBS Drama Awards                    | Premio a la excelencia, actor en serie especial          | Lovers in Paris                       | Ganador   |        |
| 2004 | SBS Drama Awards                    | Top 10 Stars                                             | Lovers in Paris, Stained Glass        | Ganador   |        |
| 2004 | Dong-a TV Fashion Beauty Awards     | Mejor vestido                                            | —                                     | Ganador   |        |
| 2005 | 41st Baeksang Arts Awards           | Actor más popular (cine)                                 | My Boyfriend Is Type B                | Ganador   |        |
| 2005 | 42nd Grand Bell Awards              | Mejor actor revelación                                   | My Boyfriend Is Type B                | Nominado  |        |
| 2008 | 45th Baeksang Arts Awards           | Actor más popular (TV)                                   | Night After Night                     | Nominado  |        |
| 2008 | Seoul Hallyu Festival               | Placa de Agradecimiento                                  | —                                     | Ganador   |        |
| 2008 | 25th Korea Best Dresser Swan Awards | Actor major vestido                                      | —                                     | Ganador   |        |
| 2008 | 45th Grand Bell Awards              | Mejor actor revelación                                   | Love Now                              | Nominado  |        |
| 2008 | MBC Drama Awards                    | Premio a la excelencia, actor                            | Night After Night                     | Ganador   |        |
| 2013 | KBS Drama Awards                    | Mejor pareja con Yoon Eun-hye                            | Marry Him If You Dare                 | Nominado  |        |
| 2013 | KBS Drama Awards                    | Premio a la excelencia, actorin Miniseries               | Marry Him If You Dare                 | Nominado  |        |
| 2015 | 4th APAN Star Awards                | Estrella Hallyu                                          | —                                     | Ganador   | [ 47 ] |
| 2016 | KBS Drama Awards                    | Premio a la excelencia, actor en serie                   | The Gentlemen of Wolgyesu Tailor Shop | Ganador   | [ 48 ] |
| 2017 | KBS Drama Awards                    | Premio a la excelencia, actor en serie de media duración | Queen for Seven Days                  | Ganador   | [ 49 ] |
| 2018 | SBS Drama Awards                    | Premio a la excelencia, actor en serie de lunes-martes   | Where Stars Land                      | Nominado  |        |